# Abroad in Japan
Chris Broad (Anglaterra, 21 d'abril de 1990), conegut pel seu canal de YouTube, Abroad in Japan (català: a l'estranger al Japó), és un productor, podcaster i YouTuber anglès. La seva producció se centra en vídeos sobre la cultura japonesa, el menjar japonès i els viatges al Japó, principalment a la regió de Tōhoku, d'una manera còmica.

## Biografia
El seu interès per la producció va començar als vuit anys quan el seu avi li va fer gravar el casament de la seva tia a Vancouver, ja que no podia viatjar des d'Anglaterra per assistir-hi. Va aparèixer breument a la sèrie de televisió britànica Robot Wars, on el seu pare i l'equip eren participants habituals.
Va estudiar filologia anglesa i negocis a la Universitat de Kent del 2009 al 2012. Mentre estava a la universitat, va desenvolupar interessos per la producció i la cultura japonesa. Després de graduar-se, va treballar en diverses feines, inclosa la de porter al castell de Leeds i una feina d'oficina en una empresa d'energia. Després de conèixer el programa JET i de presentar-s'hi, es va traslladar a la ciutat de Sakata a la prefectura de Yamagata el 2012, on va començar a crear vídeos sobre la seva vida i les seves experiències al Japó. Des de llavors ja no està al programa i ara viu a Sendai.
El 2023, va revelar al Twitter que estava compromès amb la youtuber Sharla Hinskens.

## Al YouTube
Quan es va traslladar a Sakata (a Yamagata) per convertir-se en professor ajudant d'idiomes amb el programa JET el 2012, Chris va decidir fer un vlog sobre algunes de les seves experiències com a estranger vivint a la zona rural de la regió de Tōhoku. Un dels seus primers vídeos que va obtenir atenció va ser la seva ressenya de les McDonald's McChoco Potatoes, només disponibles al Japó. Altres temes dels seus primers vídeos incloïen com és la conducció al Japó, per què KFC hi és un pilar del Nadal i els hotels d'amor del país. Més tard es va traslladar a Sendai per romandre a la regió, però en un lloc millor connectat amb la resta del país per ampliar les seves oportunitats com a youtuber a temps complet. A mesura que el canal creixia en notorietat, va començar a fer més vídeos de viatges, com ara un vídeo d'un viatge a Aomori on va visitar el museu Nebuta de la ciutat i un altre on va visitar Hokkaido amb el seu íntim amic Natsuki Aso, que apareix sovint als seus vídeos.
El 29 d'agost de 2017, estava visitant una ciutat de la prefectura d'Aomori a prop de la zona natural de Shirakami-Sanchi quan va ser despertat per la J-Alert, activada pel llançament d'un míssil per part de Corea del Nord sobre el Japó. El vídeo es va convertir en tendència el dia que es va publicar. Després va continuar atraient l'atenció nacional al Japó, i Chris va ser seleccionat per representar la paraula "J-Alert" a l'esdeveniment anual japonès "paraules de l'any".
El 31 de maig de 2018, va estrenar el documental Natsuki: The Movie (català: Natsuki: la pel·lícula) que explica la història de com va portar el seu amic Natsuki en un viatge a Europa.
El desembre de 2021, va presentar un nou estudi que va ser construït per l'empresa d'escenografia Jiyuro. Està inspirat en la pel·lícula Blade Runner i en les sales recreatives japoneses dels anys 60. El 16 de març de 2022, l'estudi va ser danyat pel terratrèmol de Fukushima de 2022.

### Journey Across Japan
El 2018, Chris va començar la seva sèrie més popular, Journey Across Japan (català: Viatge pel Japó), amb diversos youtubers, com ara The Anime Man, i els seus amics, mentre viatjava pel Japó en bicicleta, documentant els costums locals i la vida quotidiana al llarg del camí.
Des de llavors, ha produït quatre temporades seqüeles: Journey Across Japan: Escape to Fuji (català: Viatge pel Japó: Escapada a Fuji) el 2020, Journey Across Japan: The Lost Islands (català: Viatge pel Japó: Les illes perdudes) el 2021, Journey Across Japan: Escape to Paradise (català: Viatge pel Japó: Escapada al Paradís) el 2022 i Journey Across Japan: Frozen Frontier (català: Viatge pel Japó: Frontera gelada) el 2023.
El juny de 2021, seguint un repte d'un espectador, va llançar el single Too Much Volcano (català: Massa volcà), amb The Anime Man i Natsuki Aso, a l'iTunes Store i al Spotify. Va ser gravat durant la producció de The Lost Islands al mont Aso. La cançó va assolir el lloc número 14 a les llistes de baixades d'iTunes al Regne Unit el 22 de juny de 2021.

### Documentals
El canal també ha presentat alguns vídeos d'estil de documental. A més del de Natsuki esmentat anteriorment, en destaca un centrat en els efectes del terratrèmol i el tsunami de Tōhoku del 2011 sobre els ciutadans de Kesennuma i com ells i els poders externs estan treballant per reconstruir la imatge i els mitjans de vida de la seva ciutat. Va assenyalar que l'aversió a la zona a causa del desastre nuclear de Fukushima el molestava i això el va fer treballar en documentals sobre la zona. El desembre de 2019, va publicar una entrevista de l'artista de rock Hyde, durant les seves actuacions al Zepp Tokyo. Va tornar a visitar la zona del desastre en un segon documental penjat el 2020 sobre la recuperació de la regió.
L'aleshores directora general de YouTube, Susan Wojcicki, va elogiar els seus documentals en referència a aquest segon documental sobre el desastre del 2011 en un tuit que va publicar l'1 de desembre de 2020. Una publicació del Gabinet del Japó també va elogiar el seu treball en els documentals per la seva capacitat per captar "el dolor desgarrador de les víctimes del desastre i els passos esperançadors que s'estan fent cap a la recuperació".

## Podcast
Juntament amb Pete Donaldson, Chris presenta una sèrie de podcasts dues vegades per setmana a Radio Stakhanov sobre la cultura japonesa, els esdeveniments actuals i la cuina. Alguns temes recurrents de la sèrie són el gelat suau Lotte, Coolish i una màquina expenedora de pizza a Hiroshima. La parella també parla sobre històries i preguntes relacionades amb el Japó enviades pel seu públic per correu en un segment que anomenen la "màquina de fax" com a broma cap al mètode de comunicació obsolet que encara s'utilitza habitualment en molts llocs de treball japonesos.

## Col·laboradors
- Natsuki Aso (阿蘓 夏樹, Aso Natsuki) – presentador, músic aficionat i propietari d'un saló de bellesa a Yamagata
- Ryotaro Sakurai (櫻井 亮太郎, Sakurai Ryōtarō) – copresentador i director de LifeBridge Inc
- Sharla (coneguda com a Sharmeleon) – convidada (diverses aparicions)
- Pete Donaldson – copresentador del podcast, ex-DJ de ràdio a Londres i japonòfil
- The Anime Man (Joey Bizinger) – convidat (diverses aparicions), copresentador (Journey Across Japan)
- CDawgVA – copresentador (sèrie Chris & Connor's Wacky Weekend)